# Referendo no Turcomenistão em março de 1991
No domingo, 17 de março de 1991, foi realizado um referendo sobre o futuro da União Soviética com a seguinte pergunta para os eleitores:

"Considera necessária a preservação da União das Repúblicas Socialistas Soviéticas como uma federação renovada de repúblicas soberanas iguais, na qual os direitos e a liberdade de um indivíduo de qualquer nacionalidade sejam totalmente garantidos?"
O Referendo da União Soviética foi uma votação popular histórica acerca do futuro do Estado soviético. A votação foi realizada em nove das quinze repúblicas que faziam parte da união, e em todas elas, o resultado foi categoricamente a favor da preservação do país como uma Federação renovada. As demais nações, Armênia, Estônia, Geórgia, Letônia, Lituânia e Moldávia, não participaram por conta de um boicote por parte das autoridades, mas ainda assim, a participação foi de 80% da população soviética da época. As regiões da Abecásia, Ossétia do Sul, Transnístria e Gagaúzia, driblaram o boicote e fizeram questão de votar. Esse foi o único referendo de toda a história da URSS.
| Resultado do Referendo na RSS Turcomena | Resultado do Referendo na RSS Turcomena | Resultado do Referendo na RSS Turcomena |
| Alternativa                             | Votos                                   | %                                       |
| --------------------------------------- | --------------------------------------- | --------------------------------------- |
| A favor                                 | 1,766,584                               | 98,3                                    |
| Contra                                  | 31,203                                  | 1,7                                     |
| Votos nulos/brancos                     | 6,531                                   | –                                       |
| Total                                   | 1,804,310                               | 100                                     |
| Participação da População               | 1,846,310                               | 1,846,310                               |